# Општина Градиштеа (Калараш)
Градиштеа (рум. Grădiştea) општина је у Румунији у округу Калараш.
Oпштина се налази на надморској висини од 17 m.